# 皇家方舟號航空母艦 (R09)
皇家方舟號航空母艦 (R09)（英語：HMS Ark Royal (R09)），開工於1943年，原名無阻號，但由於在建造時原本被派去地中海的皇家方舟號航空母艦被德國潛艇擊沉，故無阻號改名為皇家方舟號去繼承它，於是本艦成了第二艘皇家方舟號航空母艦，其同型艦為鷹號航空母艦。
本艦的工程因第二次世界大戰結束而一度停頓，直至1955年即12年後才完工，在經過4次現代化改造工程包括加裝飛機彈射器和斜角甲板後已於1978年退役，1985年又有第三艘皇家方舟號航空母艦下水服役。

## 基本資料
- 全長:245米
- 艦闊:34.3米
- 吃水:11米
- 基本排水量:33,000噸
- 滿載排水量:43,060噸

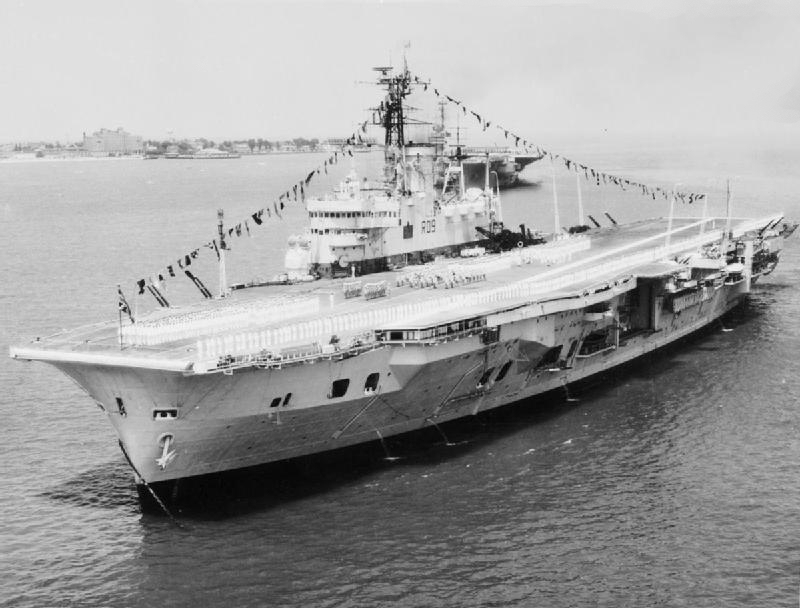
新造時的皇家方舟號(1957年)

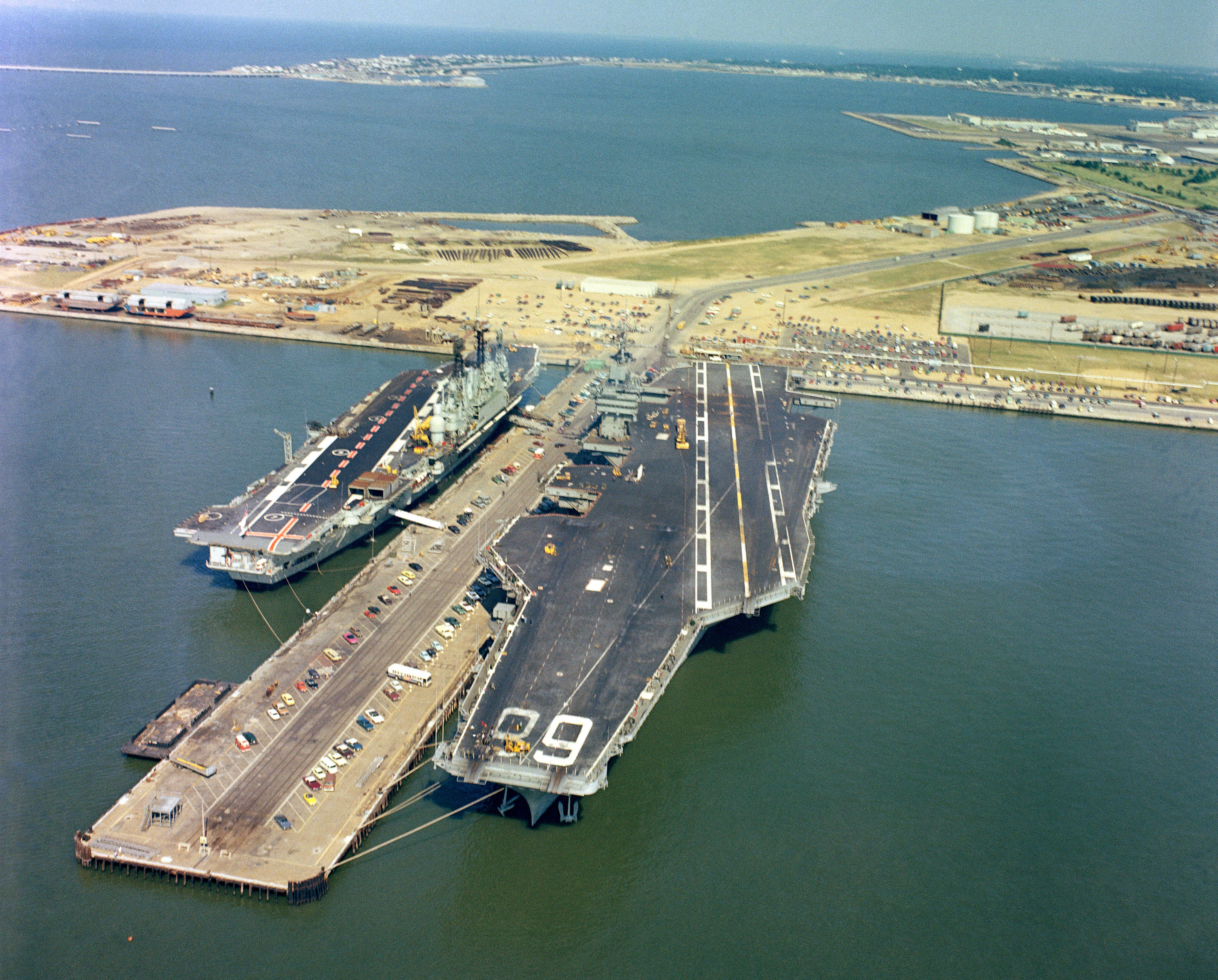
皇家方舟號和美國尼米茲號航空母艦相比如同小巫見大巫

- 動力:4部總馬力152,000匹馬力柴油發動機
- 最快航速:31.5節
- 航程:7,000海里(14節)
- 武裝:8座114毫米口徑防空高射炮+52門40毫米口徑機炮
- 乘員:2,756人
- 艦載機:50架艦載機

## 艦載機

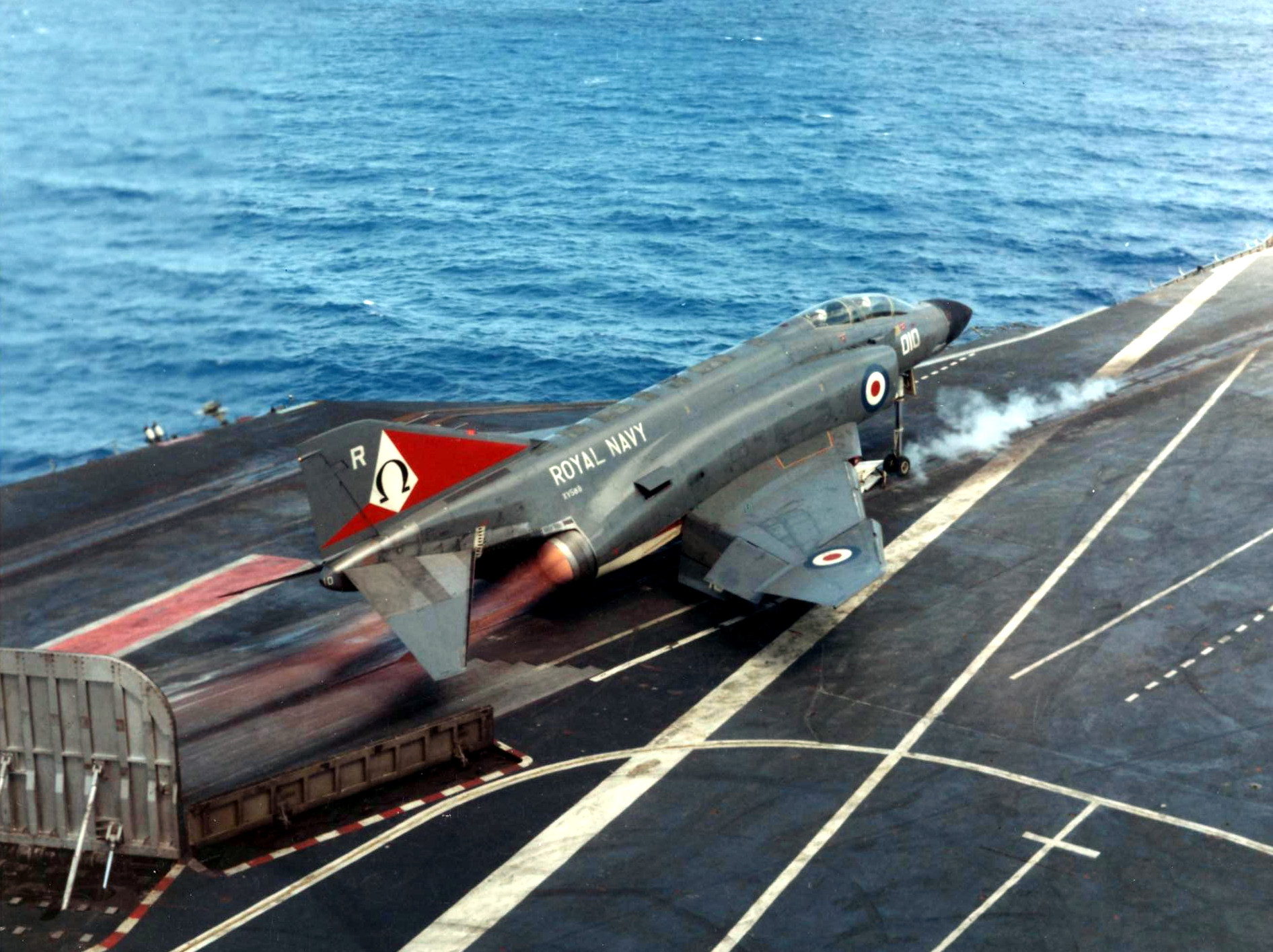
F-4K鬼怪式戰鬥機是皇家方舟號航空母艦的空戰主力

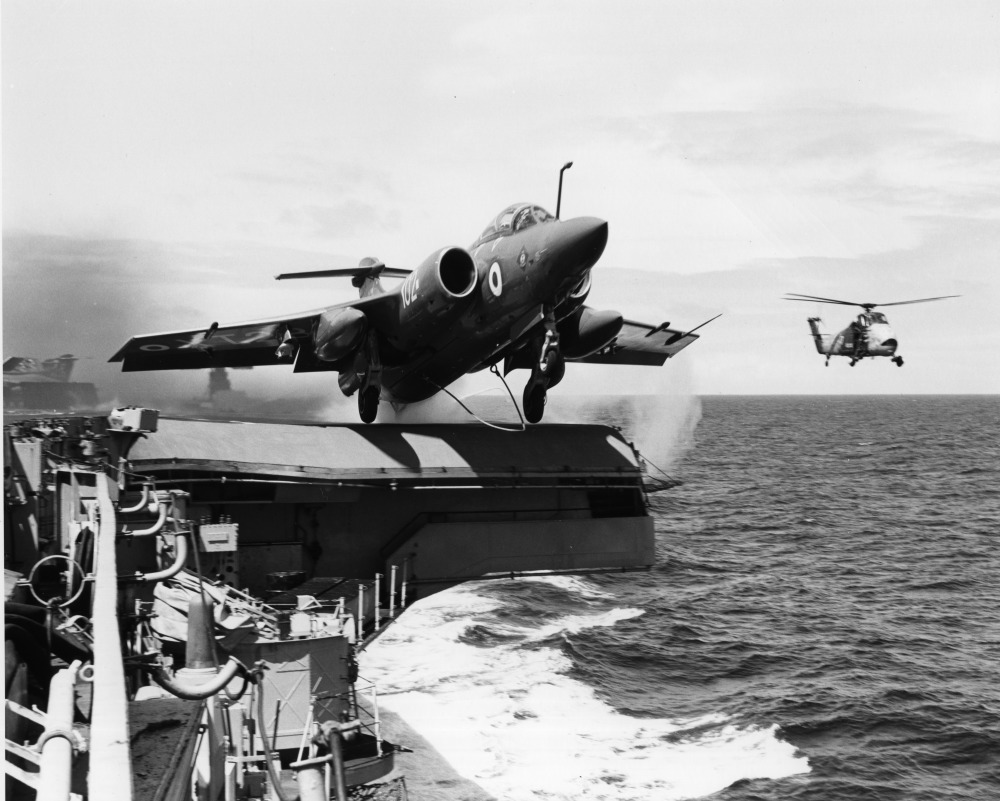
掠奪者式攻擊機是皇家方舟號航空母艦的攻擊主力

本艦使用過的艦載機舉例如下:
- 海雌狐式戰鬥機
- 掠夺者式攻击机
- 彎刀戰鬥機
- F-4K幽靈式戰鬥機
- 塘鵝式反潛機
- 海王式直昇機

## 外部連結
- 皇家方舟號航空母艦1975年 （页面存档备份，存于）